# آرنو کامینخا
آرنو کامینخا (هلندی: Arno Kamminga؛ زادهٔ ۲۲ اکتبر ۱۹۹۵) شناگر اهل هلند است.
وی در مسابقات کشوری و بین‌المللی در مجموع برندهٔ ۳ مدال طلا، ۵ مدال نقره، ۱ مدال برنز شده‌است.